# مرد داستان‌فروش
مرد داستان‌فروش نام کتابی نوشتهٔ یوستین گوردر نویسنده نروژی است که در سال ۲۰۰۱ میلادی در نروژ منتشر شده‌است.
مهوش خرمی‌پور از روی ترجمهٔ آلمانی این اثر، در سال ۱۳۸۵ آن را با عنوان مرد داستان‌فروش منتشر کرد؛ همچنین این کتاب تحت عنوان دختر مدیر سیرک در سال ۱۳۸۶ توسط نشر گندمان به ترجمه‌ی اصغر اندرودی منتشر شده‌است.

## داستان
مرد داستان‌فروش در مورد مردی است که از کودکی توانایی ویژه‌ای برای نقل قصه دارد. از همان موقع ذهن او پُر از ایده‌ها و طرح‌های مختلف برای نوشتن رمان است اما خودش تمرکز کافی برای نوشتن یک رمان را ندارد و همچنین از شهرت نیز بیزار است؛ پس تصمیم می‌گیرد طرح‌های خود را به نویسندگان و دفاتر انتشارات بفروشد.

## منبع
1. ↑  «خرمی‌پور «مرد داستان فروش» را روانه نمایشگاه کرد». خبرگزاری کتاب ایران (ایبنا). ۱۰ اردیبهشت ۱۳۸۶. بایگانی‌شده از اصلی در ۱۷ فوریه ۲۰۱۳. دریافت‌شده در ۱۹ دی ۱۳۹۰.